# Padang Nibung
Padang Nibung is een bestuurslaag in het regentschap Zuid-Bengkulu van de provincie Bengkulu, Indonesië. Padang Nibung telt 393 inwoners (volkstelling 2010).